# Gergis minor
Gergis minor är en insektsart som beskrevs av Vitaly Michailovitsh Dirsh 1962. Gergis minor ingår i släktet Gergis och familjen gräshoppor. Inga underarter finns listade i Catalogue of Life.